# FestMak
Le FestMak, Festival du Makossa, est le festival de musique autour du genre musical camerounais Makossa.

## Description
Le Festival du Makossa est le festival culturel autour du Makossa.
En 2024, il est à sa 9ᵉ édition et se tient en début décembre. Le festival se tient en général à Douala. Claudia Dikosso est une des ferventes promotrices de ce festival. Elle travaille à la tenue annuelle du festival. La première édition s'est tenue du 2 au 6 novembre 2016 à Douala.